# ディコン・ミッチェル
ディコン・アミス・トマス・ミッチェル（Dickon Amiss Thomas Mitchell）は、グレナダ出身の政治家、および弁護士。2022年6月24日に第9代グレナダ首相、および2021年に国民民主会議の党首にそれぞれ就任した。彼は、2022年6月に実施されたグレナダ議会総選挙において所属政党の国民民主会議を勝利に導いた。

## 若年期、および法律家としての経歴
ミッチェルは、グレナダ・セント・デイヴィッド教区プティト・エスペランスで生を受けた。西インド諸島大学ケーブ・ヒル校で法学士号を取得し、2002年にヒュー・ウッディング法律大学院で法律専門教育修了証書を受け取った。
卒業後、彼はグランド・ジョセフ法律事務所で共同弁護士としての仕事を始めた。2017年には彼自身の法律事務所であるミッチェル法律事務所を設立した。

## 政治家としての経歴
2021年10月31日、ミッチェルは国民民主会議の党首に選出された。

### グレナダ首相
ミッチェル率いる国民民主会議は2022年の総選挙で51%を僅かに超える有効投票数を獲得して勝利し、15議席のうち9議席を獲得した。選挙の勝利に反応を示した彼はグレナダ総督のセシル・ラ・グレネードに対し「民衆はグレナダ、カリアク島、およびプティト・マルティニーク島を創造した解放日と勝利を祝うことができる」ようにと、6月24日を国家と銀行の休日にすることを公表した。2022年6月24日、ミッチェルはキース・ミッチェルの後任となる第9代グレナダ首相を宣誓し、グレナダ社会における縁故主義の終了と選挙制度改革を誓約した。彼は財務省の更なる有価証券を受け入れ、流通担当省と呼ばれる新たな省を設置した。首相就任式における宣誓で、彼は教師たちに対して保留されたままの給与を支払うと約束した。